# Kanton Saint-Ismier
Kanton Saint-Ismier (fr. Canton de Saint-Ismier) je francouzský kanton v departementu Isère v regionu Rhône-Alpes. Skládá se z pěti obcí.

## Obce kantonu
- Bernin
- Biviers
- Montbonnot-Saint-Martin
- Saint-Ismier
- Saint-Nazaire-les-Eymes